# NGC 348
NGC 348 ist eine Spiralgalaxie vom Hubble-Typ S im Sternbild Phönix am Südsternhimmel. Sie ist schätzungsweise 391 Millionen Lichtjahre von der Milchstraße entfernt und hat einen Durchmesser von etwa 95.000 Lichtjahren.
Das Objekt wurde am 3. Oktober 1834 von dem britischen Astronomen John Herschel entdeckt.